# Magyarsülye
Magyarsülye (románul Șilea) település Romániában, Fehér megyében.

## Fekvése
Gyulafehérvártól 67 km-re északkeletre, Marosújvártól 25 km-re keletre, Nagymedvés, Gombostelke, Magyarózd és Magyarherepe közt fekvő település.

## Története
1319-ben Syle néven említik először a források.
A középkorban katolikus lakossága a reformáció idején felvette a református vallást. A 17. századi háborúskodások során a település magyar lakossága megcsappant így román jobbágyokat telepítettek be a faluba.
A trianoni békeszerződésig Alsó-Fehér vármegye Marosújvári járásához tartozott.

## Lakossága
1910-ben 924 lakosa volt, ebből 628 román, 225 magyar, 68 cigány és 3 német nemzetiségűnek vallotta magát.
2002-ben 390 lakosából 265 román, 124 magyar és 1 cigány volt.

## Látnivalók
- Református temploma a 14. század táján épült román stílusban, szentélyét viszont később, a 15. században építették gótikus stílusban, valószínűleg a magyarlapádi templom szentélyével egykorú.
- Szent Miklós tiszteletére szentelt 18. századi ortodox fatemplom.
- Két kopjafa a református templom udvarában Pávai István (Bolyai Farkas dédapja) és Pávai V. Miklós (Bolyai Farkas nagyapja) emlékére. A kopjafákat 2016. június 26-án avatták fel Bandi Árpád nyugalmazott matematikatanár jóvoltából.[2]

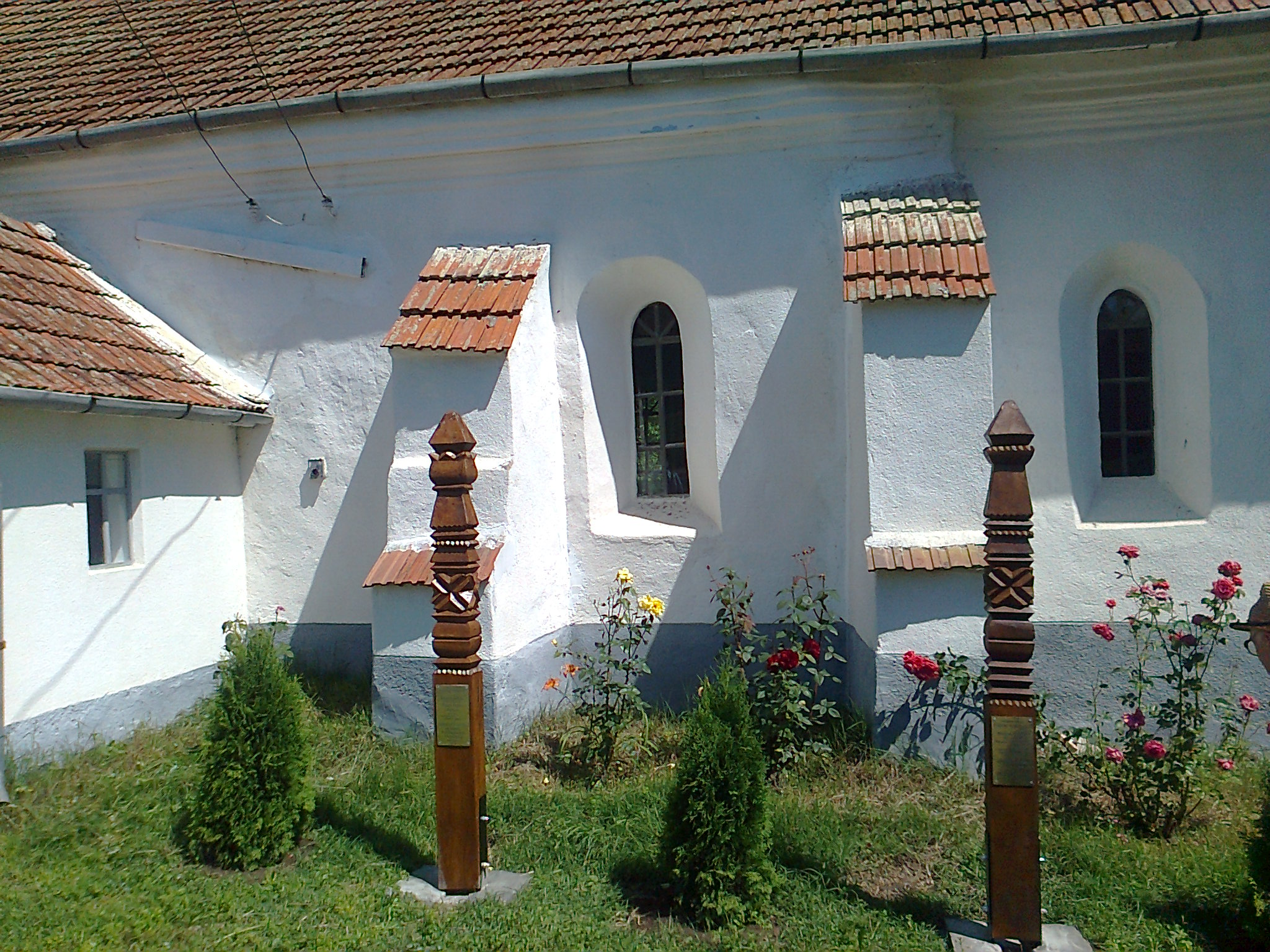
Két kopjafa Bolyai Farkas felmenői emlékére
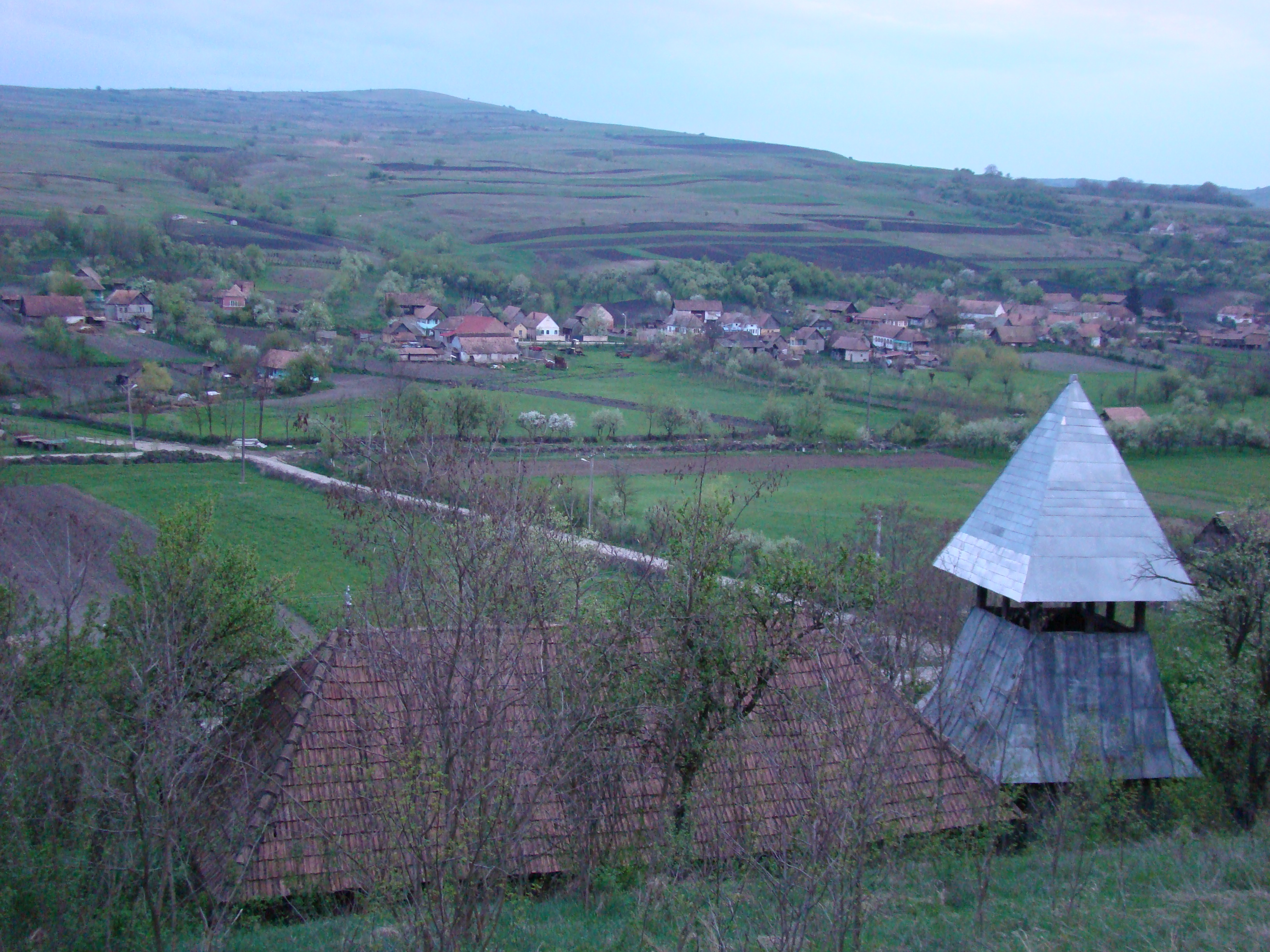
Ortodox fatemplom